# دروازه گمرک
دروازه گمرک در جنوب غربی مرکز تهران در دروازه گمرک واقع شده که این دروازه در باروی غربی و جنوبی‌ترین دروازه غربی تهران محسوب می‌شد. دروازه گمرک از سه راه‌هایی بود که کاروان‌های تجاری برای عبور از دروازه باید گمرک پرداخت می‌کردند.